# (704) Interàmnia
(704) Interàmnia és un asteroide que forma part del cinturó d'asteroides i va ser descobert el 2 d'octubre de 1910 per Vincenzo Cerulli des de l'observatori astronòmic de Collurania en Teramo, Itàlia.

## Designació i nom
Interàmnia va rebre al principi la designació de 1910 KU. Més tard es va nomenar pel nom llatí de la ciutat italiana de Teramo, lloc del descobriment.

## Característiques orbitals
Interàmnia orbita a una distància mitjana de 3,057 ua del Sol, i pot acostar-s'hi fins a 2,586 ua i allunyar-se'n fins a 3,529 ua. La seva excentricitat és 0,1541 i la inclinació orbital 17,31°. Emplea 1953 dies a completar una òrbita al voltant del Sol.

## Característiques físiques
Interàmnia és el cinquè asteroide més gros del sistema solar, darrere de Ceres, Pal·les, Vesta i Higiea. Malgrat ser un dels asteroides més grossos, s'ha pogut estudiar molt poc, existint molt pocs detalls sobre la seva composició interna o forma i no hi ha anàlisi sobre corbes de llum que puguin determinar la seva inclinació axial. El seu aparent alta densitat suggereix un cos sòlid sense porositat interna o rastres d'aigua. Això també suggereix que Interàmnia és prou gros per poder haver resistit totes les col·lisions que s'han produït dins del cinturó d'asteroides des que es va formar el sistema solar.
La seva superfície fosca i la relativa gran distància que manté amb el Sol, evita que pugui ser albirat amb prismàtics 10x50. En la major part de les oposicions la seva magnitud aparent és d'al voltant a +11, inferior a la lluentor de Ceres, Pal·las i Vesta.